# Cirrhitichthys oxycephalus
Cirrhitichthys oxycephalus · Épervier lutin
Espèce
Cirrhitichthys oxycephalus est une espèce de poissons de la famille des Cirrhitidae'. Les Cirrhitidae sont une famille de poissons marins appelés communément poissons-éperviers ou poissons-faucons en raison de leur technique de chasse consistant à rester immobile dans le récif et à fondre sur leur proie en une brusque accélération dès que celle-ci devient accessible.
L'Épervier lutin est présent dans les eaux tropicales de la région Indo-Pacifique, Mer Rouge incluse, ainsi que dans l'Océan Pacifique oriental.
Sa taille maximale est de 10 cm.